# Malkamdinni, Devadurga
Malkamdinni là một làng thuộc tehsil Devadurga, huyện Raichur, bang Karnataka, Ấn Độ.